# La campaña del Maestrazgo (episodio nacional)
La campaña del Maestrazgo es la quinta novela de la tercera serie de los Episodios nacionales de Benito Pérez Galdós, escrita entre abril y mayo de 1899, y publicada ese año. Toma su título del periodo de la guerra civil entre el general Ramón Cabrera y los ejércitos cristinos en el frente del Maestrazgo, entre 1834 y 1840.
No se continúa la trama de Calpena con la que finaliza el episodio nacional anterior y, en este, la acción se centra en la figura de Beltrán de Urdaneta, noble aragonés, quien cae preso de las tropas de Cabrera.

No habrá ya paz en la tierra de España. ¿Sabe usted lo que dijo Cabrera cuando supo la muerte de su madre? Mirando a las cumbres que cercan a Valderrobles, dijo que la sangre subiría hasta las cimas más altas. Y va subiendo, va subiendo... Para no cansar a usted, Sr. Don Beltrán, le diré que mis campañas desde entonces no han sido más que una cacería infatigable. En multitud de encuentros me he visto, todos encarnizados: estuve en las acciones de La Jana y de Toga, al mando de Buil; allí tuvimos la suerte de derrotar al Serrador. En Ulldecona, cuando Iriarte dio una tremenda paliza al Organista y a Llangostera, también tuve la honra de encontrarme. Marchas penosas, hambres y trabajos mil he pasado; peleando sin cesar, no veo que el aspecto de la guerra cambie. Siempre es lo mismo: las ventajas de hoy son el descalabro de mañana. Si una columna vence aquí, otra sucumbe dos leguas más allá. Se les echa de un valle, y aparecen en otro. Creyérase que salen de debajo de las piedras, y que la sangre de tantas víctimas, caliente y rabiosa, aun después de derramada, engendra facciosos en los bosques, en los charcos de los barrancos, en los escombros de las masadas destruidas. Esto no es guerra, digo yo: es un duelo feroz, nunca suspendido. Nogueras conoce el terreno, pero le falta cabeza. Borso tiene intención, pero no domina el suelo. Sin darse de ello cuenta, conduce sus tropas por el camino más largo. No encuentra nunca al cabecilla que busca, sino a otro que le sale inesperadamente por retaguardia, cuando no le salen dos. Así no acabamos nunca. Si no traen un ejército muy grande para ocupar todas las posiciones y pueblos de importancia, a la defensiva, tapándoles los boquetes y pasadizos para sus correrías, matándoles de hambre y provocándoles a que se enzarcen unos con otros, tenemos guerra para un siglo. Yo me doy a pensar en esto, y digo: «¿Por qué combatimos?». Ahondando en el asunto, encuentro que no hay razón para esta carnicería. ¡La Libertad, la Religión!... ¡Si de una y otra tenemos dosis sobrada! ¿No le parece a usted?... ¡Los derechos de la Reina, los de D. Carlos! Cuando me pongo a desentrañar la filosofía de esta guerra, no puedo menos de echarme a reír... y riéndome y pensando, acabo por convencerme de que todos estamos locos. ¿Cree usted que a Cabrera le importan algo los derechos de Su Majestad varón? ¿Y a los de acá los derechos de Su Majestad hembra?... Creo que se lucha por la dominación, y nada más, por el mando, por el mangoneo, por ver quién reparte el pedazo de pan, el puñado de garbanzos y el medio vaso de vino que corresponde a cada español... ¿No opina usted lo mismo?
Capítulo VII, (Galdós, 1899) 